# Kalendarium historii Olecka

Herb Olecka

Kalendarium historii Olecka – miasta położonego na wschodnich Mazurach, stolicy Mazur Garbatych.

## 1466-1657 –OleckolennemKorony Królestwa Polskiego
- 1560, 1 stycznia - założenie Margrabowej przez księcia pruskiego Albrechta Hohenzollerna[1], nazwa pochodzi od tytułu Albrechta - margrabiego brandenburskiego; polskojęzyczna ludność używała nazwy Olecko. Zasadźcą miasta był Adam Woynowski[2]
- 1619 - przeniesienie Urzędu Starostwa ze Stradun do Olecka
- 1654 - budowa zamku
- 1656–1657 - najazdy tatarskie

## 1657-1871 – w państwie pruskim
- 1659 - narodziny lektora języka polskiego w gimnazjum akademickim w Gdańsku Jana Monety
- 1684 - pożar miasta
- 1701, 1706 - pożar miasta
- 1709–1711 - epidemia dżumy
- 1721 - wizyta króla pruskiego Fryderyka Wilhelma
- 1740 - pożar miasta
- 1757–1762 - okupacja rosyjska[2]
- 1807, 1813 - najazdy rosyjskie
- 1807 - zajęcie miasta przez oddziały polskie gen. Józefa Zajączka i gen. Jana Henryka Dąbrowskiego[2]
- 1812 - przemarsz wojsk francuskich[2]
- 1816 - Olecko liczy 1900 mieszkańców[2]
- 1818 - Olecko zostało siedzibą powiatu
- 1822 - pożar zamku
- 1831 - według oficjalnych pruskich danych Polacy stanowią 84,4% mieszkańców powiatu, według szacunków nawet 90%
- 1836 - synod pastorów mazurskich w Olecku, na którym podjęto uchwałę przeciwko usuwaniu języka polskiego ze szkół na Mazurach
- 1840 - otwarcie stacji kolejowej
- 1843 - wydrukowanie w Ełku pierwszego Kreisblattu dla powiatu oleckiego

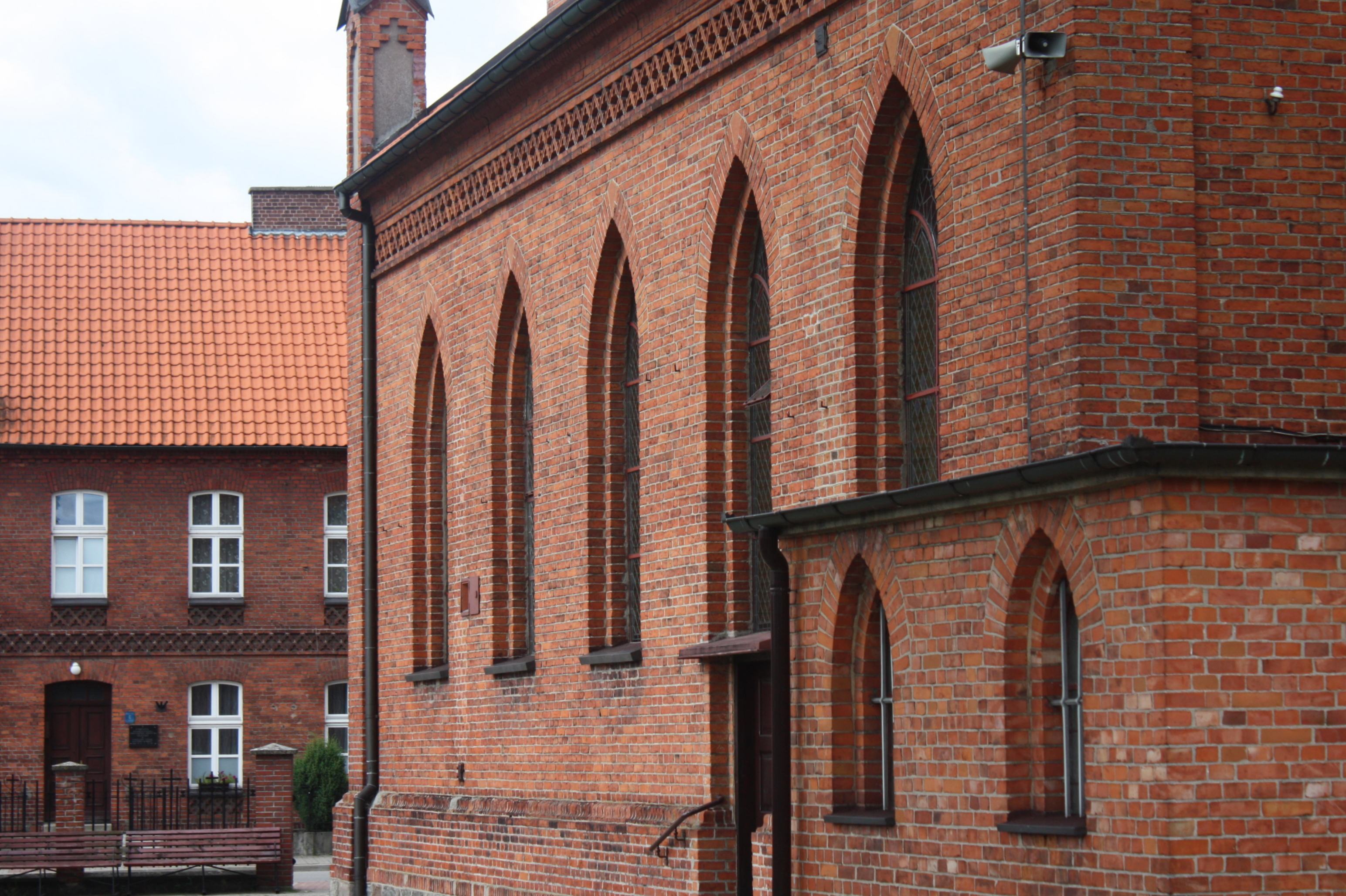
Kościół Podwyższenia Krzyża Świętego z l. 1859-61

- 1844 - wizyta króla Prus Fryderyka Wilhelma IV
- 1852 - pierwszy druk Kreisblattu w Olecku
- 1853 - przydzielenie duszpasterza katolickiego do zdominowanego przez protestantów Olecka[1]
- 1856 - narodziny Jana Karola Sembrzyckiego, mazurskiego działacza i wydawcy, redaktora czasopisma Mazur
- 1859 - początek budowy katolickiego Kościoła Podwyższenia Krzyża Świętego[1]
- 1861, 1 grudnia - wyświęcenie neogotyckiego Kościoła Podwyższenia Krzyża Świętego[1]
- 1862, 27 sierpnia - konsekracja Kościoła Podwyższenia Krzyża Świętego[1]
- 1863 - założenie telegrafu

## 1871-1945 – w granicach Niemiec

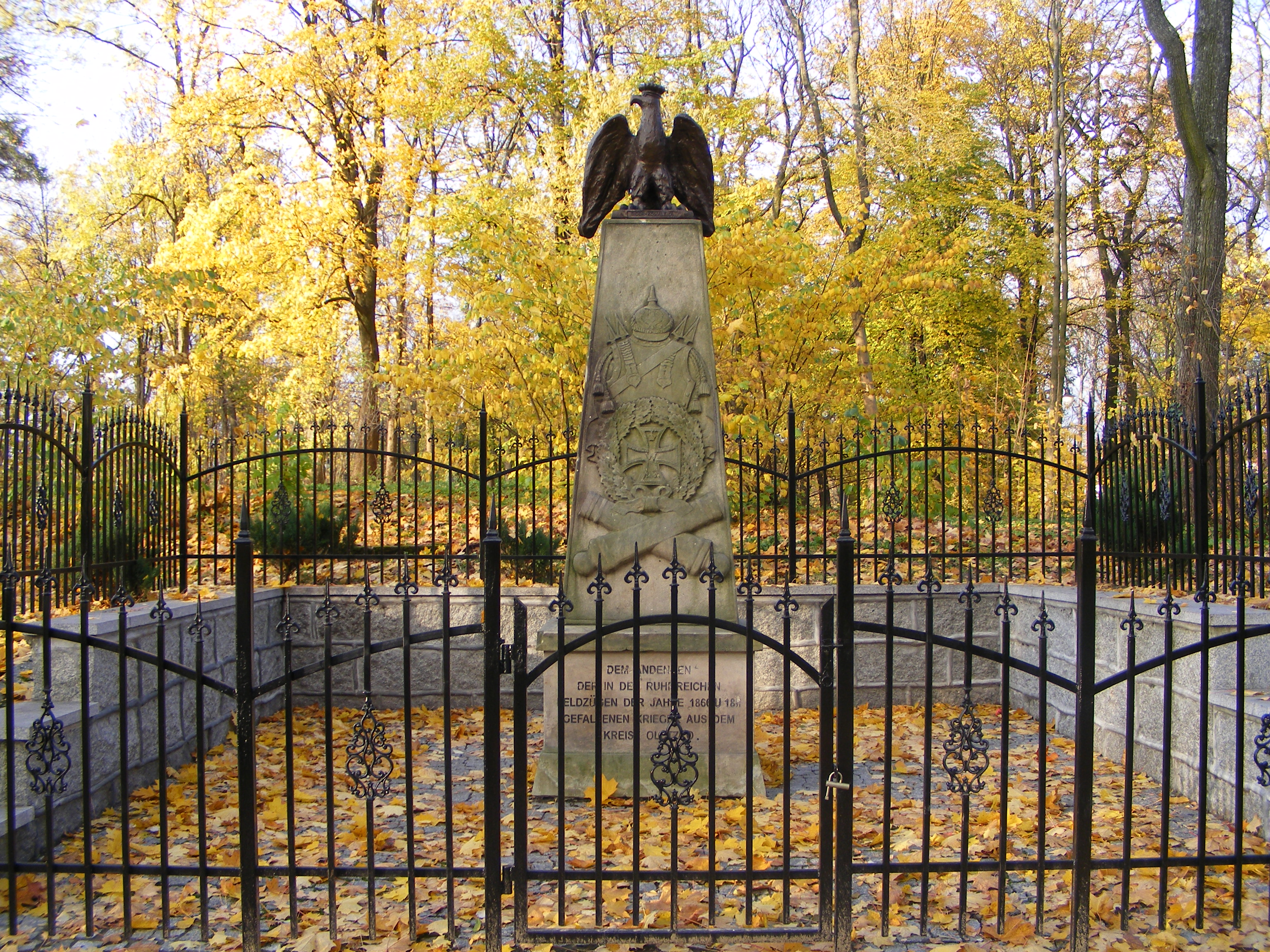
Pomnik z 1884 roku

- 1871, 31 marca - powołanie najstarszej w mieście katolickiej Parafii Podwyższenia Krzyża Świętego przez bpa Philippa Krementza[1]
- 1879 - otwarcie połączenia kolejowego Ełk-Wystruć przechodzącego przez Olecko
- 1883 - powstanie Ochotniczej Straży Pożarnej
- 1884, 14 sierpnia - odsłonięcie pomnika ku czci żołnierzy pruskich poległych w wojnie z Austrią i Francją[3]
- 1890
  - w wyniku postępów germanizacji Olecko na 4887 mieszkańców liczy 100 Polaków (2%), powiat olecki liczy 40 401 mieszkańców, w tym 24 000 Polaków (59%)[4]
  - budowa gazowni miejskiej[2]
- 1891 - budowa rzeźni miejskiej
- 1894 - Hugo Wilhelm Braemer starostą oleckim
- 1895 - budowa młyna wodnego

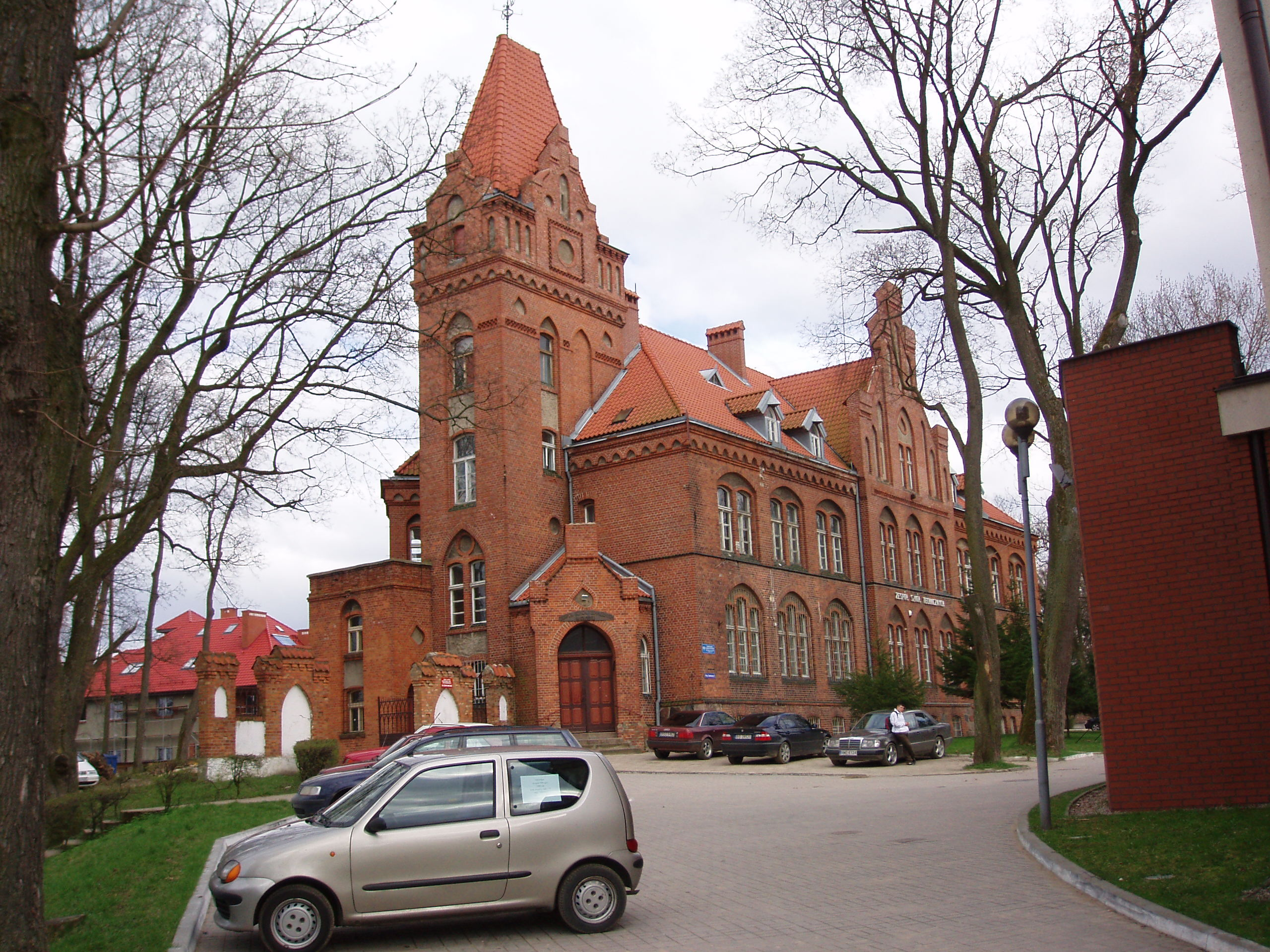
Gmach starostwa z 1897 r.

- 1897 - budowa neogotyckiego gmachu starostwa powiatowego
- 1899 - powołanie oddziału Czerwonego Krzyża
- 1905
  - budowa szpitala powiatowego
  - Olecko liczy 5021 mieszkańców, zaliczając się do dziesięciu największych miast Mazur
- 1908 - otwarcie połączenia kolejowego z Lecem (obecnym Giżyckiem)
- 1909, 15 grudnia - podpisanie aktu erekcyjnego pod budowę wąskotorowej Oleckiej Kolei Dojazdowej[5]
- 1911
  - 18 sierpnia - otwarcie czterech wąskotorowych przystanków kolejowych: Olecko Centrum, Olecko Stadion, Olecko Wąskotorowe, Siejnik
  - 18 września - oddanie do użytku całej linii Oleckiej Kolei Dojazdowej[5]
- 1912 - dalsze postępy germanizacji: 37,9% ludności powiatu posługuje się językiem polskim; w mieście zdecydowana dominacja ludności niemieckojęzycznej

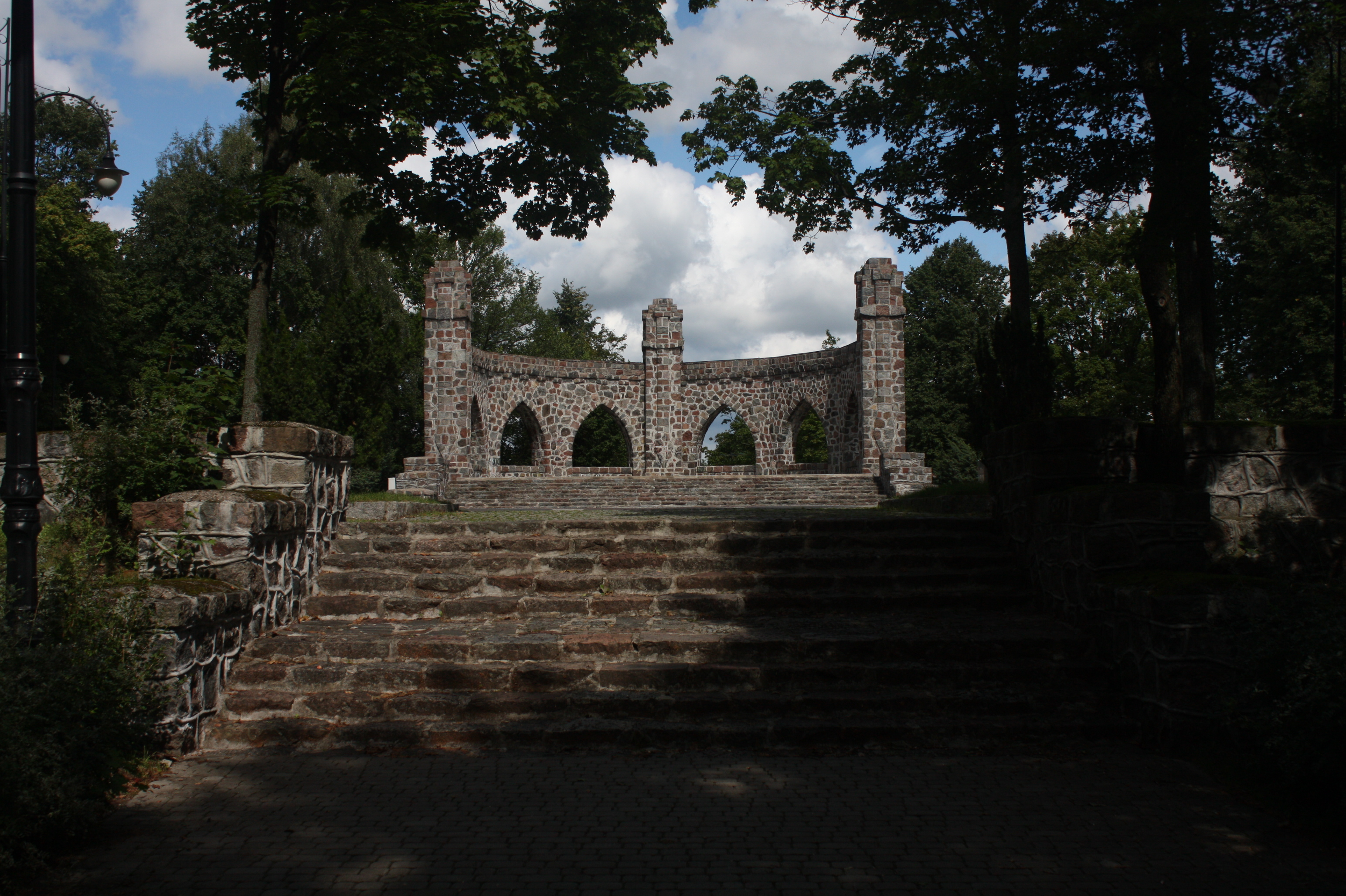
Pomnik upamiętniający żołnierzy poległych w I wojnie światowej

- 1914–1915 - krwawe walki niemiecko-rosyjskie podczas I wojny światowej
- 1915 - początek odbudowy Oleckiej Kolei Dojazdowej ze zniszczeń wojennych[5]
- 1916 - wznowienie kursów Oleckiej Kolei Dojazdowej[5]
- 1920 - w plebiscycie z 28 627 oddanych w powiecie głosów 2 padają za Polską
- 1927
  - założenie Zakładu Mleczarskiego w Olecku[6]
  - 11 września - odsłonięcie pomnika upamiętniającego żołnierzy niemieckich poległych w I wojnie światowej[7]
- 1928 - urzędowa zmiana nazwy miasta na Treuburg (pol. Wierny Gród)
- 1929, 9 lutego - zanotowano najniższą temperaturę na dzisiejszych ziemiach polskich (-42,2 °C)

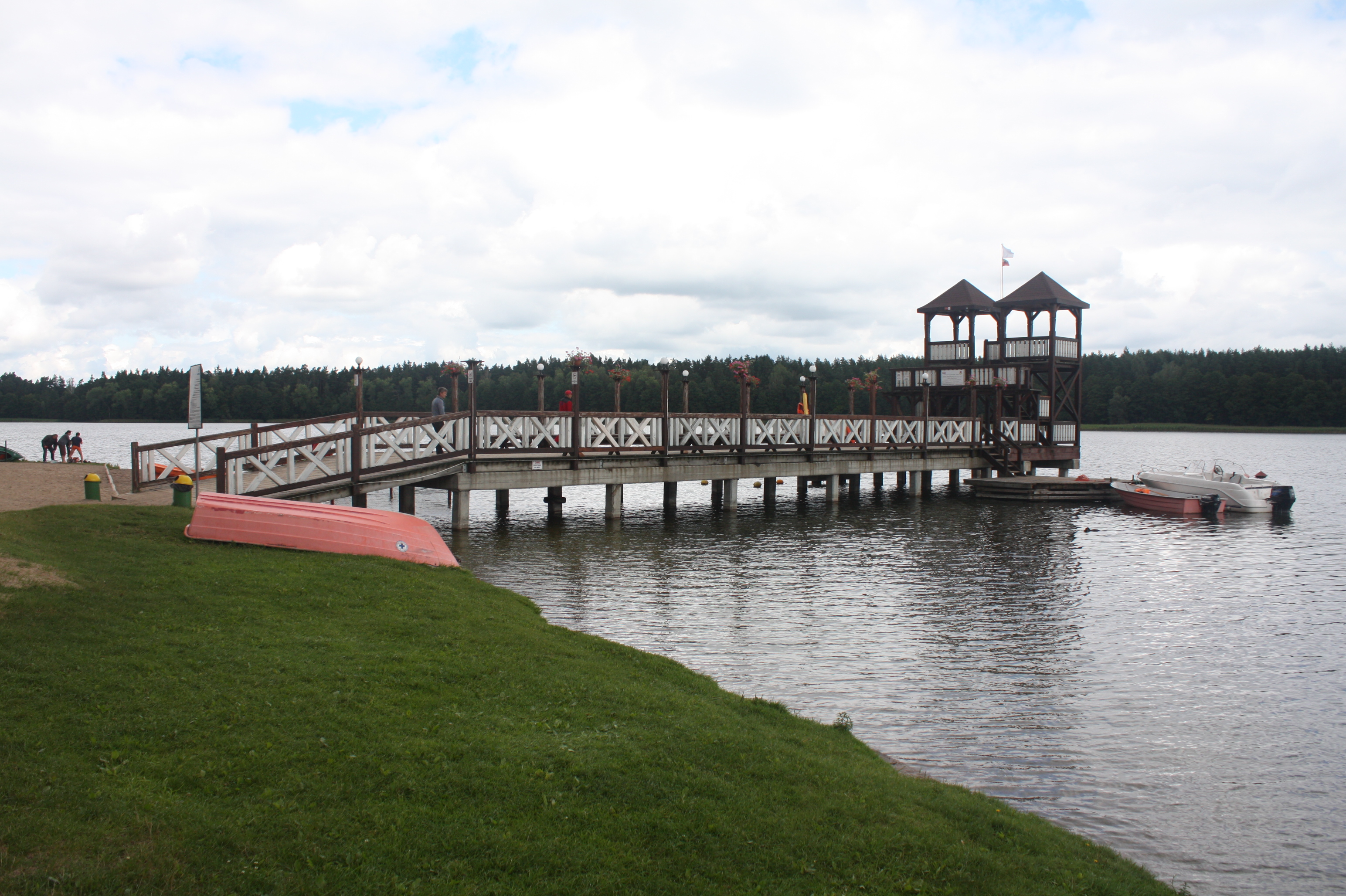
Molo z ok. 1930 roku

- 1930 - oddano do użytku Stadion Miejski[8]
- 1933, 5 marca - NSDAP otrzymuje w powiecie 74,5% głosów w wyborach do Reichstagu, SPD - 10,6%
- 1937 - budowa szpitala na 80-100 miejsc[9]
- 1939, 6 grudnia - deportacja oleckich Żydów do okupowanej Polski[10]
- 1945
  - 21 stycznia - zajęcia miasta przez Armię Czerwoną

## od 1945 – w granicach Polski
- 1945
  - 3 czerwca - przekazanie miasta administracji polskiej
  - 21 czerwca - uruchomienie Powiatowego Urzędu Bezpieczeństwa Publicznego[11]
  - czerwiec - przesiedlenie na teren powiatu oleckiego tysiąca osób[12]
  - 7 lipca - uchwała Rady Ministrów o wyłączeniu z Okręgu Mazurskiego powiatów oleckiego, ełckiego i gołdapskiego i włączeniu ich do województwa białostockiego[12]
  - 18 lipca - pierwszym burmistrzem Olecka zostaje Feliks Lubierzyński, a starostą Janusz Srzednicki
  - 15 września - wojska radzieckie opuszczają Olecko
  - 25 września - przeniesienie Powiatowego Urzędu Bezpieczeństwa Publicznego z ul. Kolejowej do przedwojennego gmachu sądu przy ul. Zamkowej 1[13]
- 1946
  - 1 stycznia - założenie Państwowego Domu Dziecka[14]
  - założenie klubu sportowego Czarni Olecko[15]
  - założenie Państwowego Koedukacyjnego Gimnazjum Ogólnokształcącego[16]
  - 11 listopada - pierwsze zajęcia w Publicznej Średniej Szkole Zawodowej przy ul. Zamkowej 2[17]
- 1947, 1 listopada - odsłonięcie Pomnika Wyzwolenia[18]
- 1948
  - rozpoczęcie działalności Powiatowej Stacji Pogotowia Ratunkowego[9]
  - przekształcenie Państwowego Koedukacyjnego Gimnazjum Ogólnokształcącego w Państwową Szkołę Ogólnokształcącą Stopnia Podstawowego i Licealnego[16]
- 1956 - przedwojenny gmach sądu przy ul. Zamkowej 1 zostaje siedzibą Komendy Powiatowej Milicji Obywatelskiej[13]
- 1957 - przemianowanie dawnej Publicznej Średniej Szkoły Zawodowej na Zasadniczą Szkołę Metalowo-Budowlaną[17]
- 1958 - przemianowanie Zasadniczej Szkoły Metalowo-Budowlanej na Zasadniczą Szkołę Zawodową[17]
- 1960 - przekształcenie Państwowej Szkoły Ogólnokształcącej Stopnia Podstawowego i Licealnego w Liceum Ogólnokształcące w Olecku[16]
- 1961 - założenie Spółdzielni Mieszkaniowej w Olecku[19]
- 1962, 27 grudnia - pożar Domu Dziecka[14]
- 1970 - założenie Osiedla Zielonego
- 1972 - założenie Osiedla Nad Legą
- 1975
  - 1 czerwca - w wyniku nowego podziału administracyjnego Polski miasto znajduje się w granicach województwa suwalskiego
- 1978 - w miejsce Zasadniczej Szkoły Zawodowej powstaje Zespół Szkół Zawodowych w Olecku[17]
- 1979
  - 3 września - przeniesienie Liceum Ogólnokształcącego w Olecku do nowego budynku[16]
  - 30 października - nadanie Domowi Dziecka imienia Janusza Korczaka[14]
- 1980, wrzesień - założenie Komitetu Budowy Kościoła parafii rzymskokatolickiej w Olecku[20]
- 1986, październik - początek budowy nowego szpitala[9]

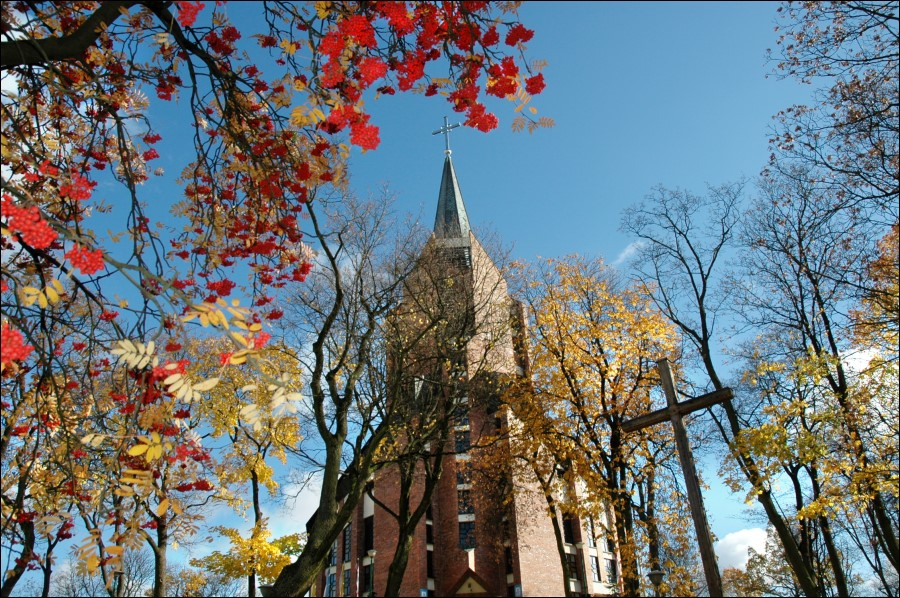
Kościół NMP Królowej Polski

- 1987 - powołanie Parafii Najświętszej Maryi Panny Królowej Polski[20]; Kościół Podwyższenia Krzyża Świętego kościołem rektorskim[1]
- 1988, 27 października - nadanie Liceum Ogólnokształcącemu imienia Jana Kochanowskiego[16]
- 1989, 3 lipca - decyzją ks. bpa Edmunda Piszcza Kościół Podwyższenia Krzyża Świętego ponownie podniesiony do rangi kościoła parafialnego[1]
- 1990, 25 kwietnia - powołanie Parafii Świętej Rodziny, obejmującej zasięgiem osiedle Siejnik[20]

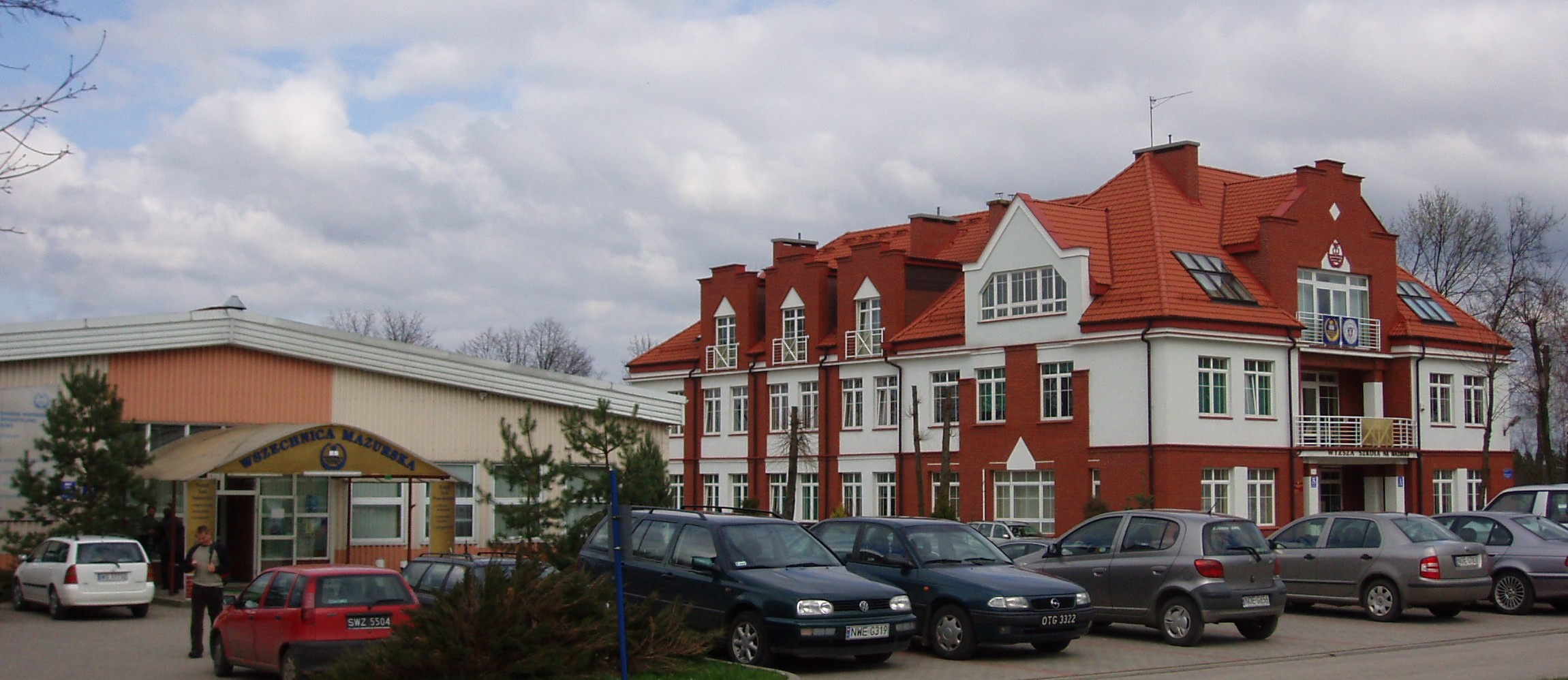
Wszechnica Mazurska w Olecku

- 1992 - otwarcie Wszechnicy Mazurskiej - pierwszej niepaństwowej uczelni wyższej w północno-wschodniej Polsce
- 1993
  - 31 maja - zawieszenie ruchu kolejowego na odcinku Olecko-Gołdap
  - zmiana nazwy Zespołu Szkół Zawodowych na Zespół Szkół Technicznych[17]
- 1994
  - 13 maja - ustanowienie Kościoła Podwyższenia Krzyża Świętego Diecezjalnym Sanktuarium Krzyża Świętego przez biskupa ełckiego Wojciecha Ziembę[1]
  - 18-24 lipca - pierwsza edycja imprezy Przystanek Olecko[21]
- 1995 - powołanie Parafii Wniebowzięcia Najświętszej Maryi Panny, obejmującej zasięgiem osiedle Lesk
- 1999
  - 1 stycznia - w wyniku nowego podziału administracyjnego Polski Olecko znajduje się w granicach województwa warmińsko-mazurskiego i zostaje siedzibą powiatu olecko-gołdapskiego
  - 31 sierpnia - zawieszenie ruchu kolejowego na odcinkach Olecko-Suwałki i Olecko-Ełk

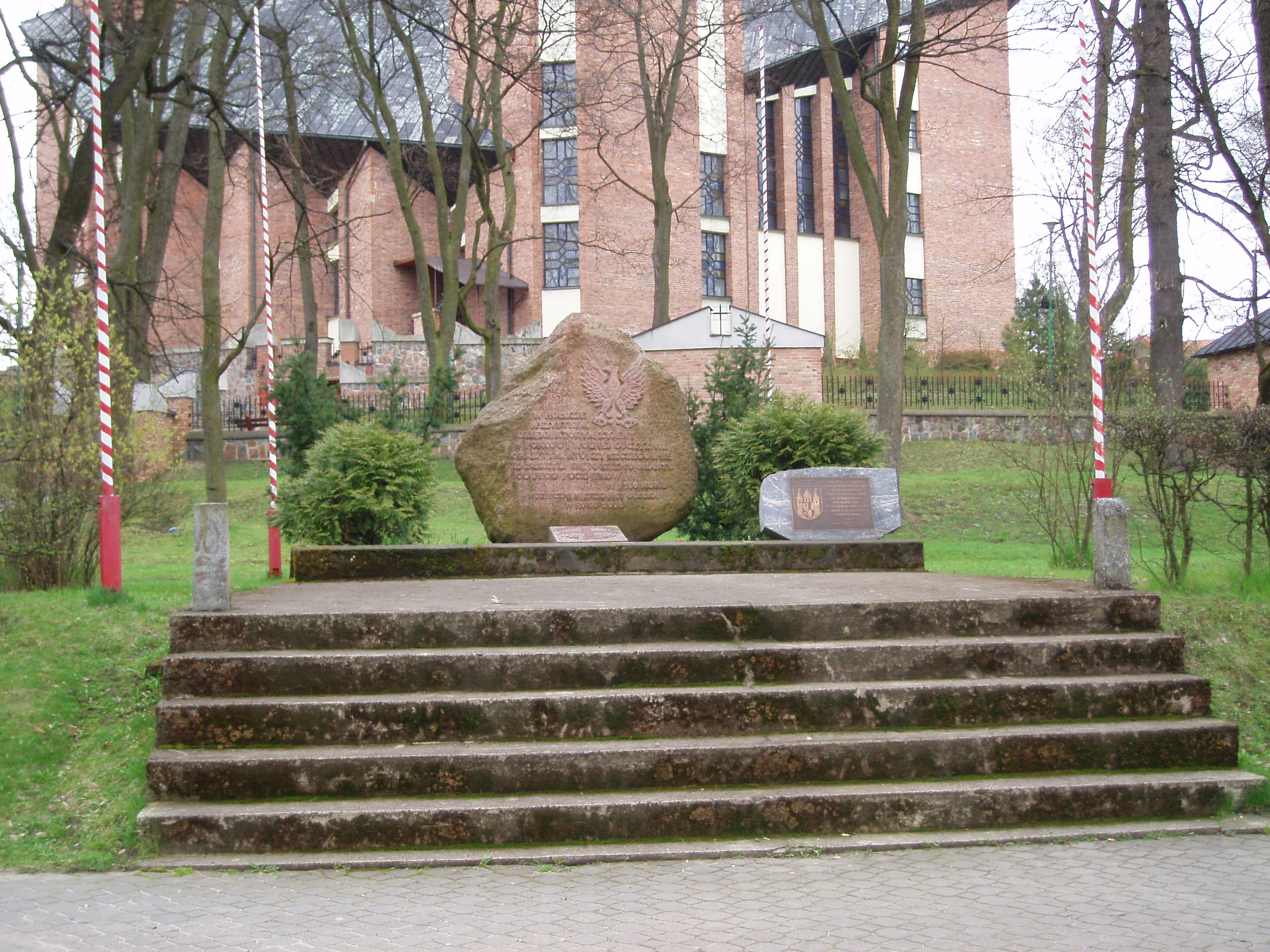
Pomnik Wdzięczności

- 2000, 17 czerwca - odsłonięcie Pomnika Wdzięczności w miejscu rozebranego Pomnika Wyzwolenia[22]
- 2001, 7 września - wyświęcenie Kościoła Świętej Rodziny[23]

- 2002

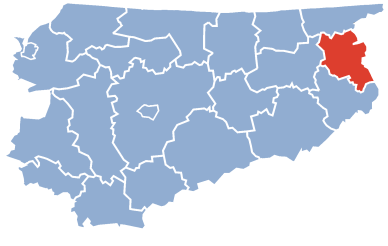
Powiat olecki na tle województwa warmińsko-mazurskiego

  - 1 stycznia - rozdzielenie powiatu olecko-gołdapskiego na powiaty olecki i powiatu gołdapskiego, Olecko siedzibą powiatu oleckiego
  - zwycięstwo Wacława Olszewskiego w II turze wyborów na burmistrza Olecka[24]
- 2003
  - 21-22 lutego - pierwsza edycja Oleckiego Przeglądu Otwartych Filmów "OP-OF"[25]
  - 25 października - wmurowanie kamienia węgielnego pod odrestaurowany pomnik ku czci żołnierzy pruskich poległych w wojnie z Austrią i Francją w Olecku[3]
- 2005, luty - wznowienie ruchu kolejowego na odcinku Olecko-Ełk
- 2013
  - 1 stycznia - likwidacja połączenia kolejowego z Ełkiem[26]
  - 21 lutego - otwarcie obwodnicy Olecka[27]
  - oddanie do użytku lądowiska sanitarnego Olmedica przy ul. Gołdapskiej

## Przynależność państwowa

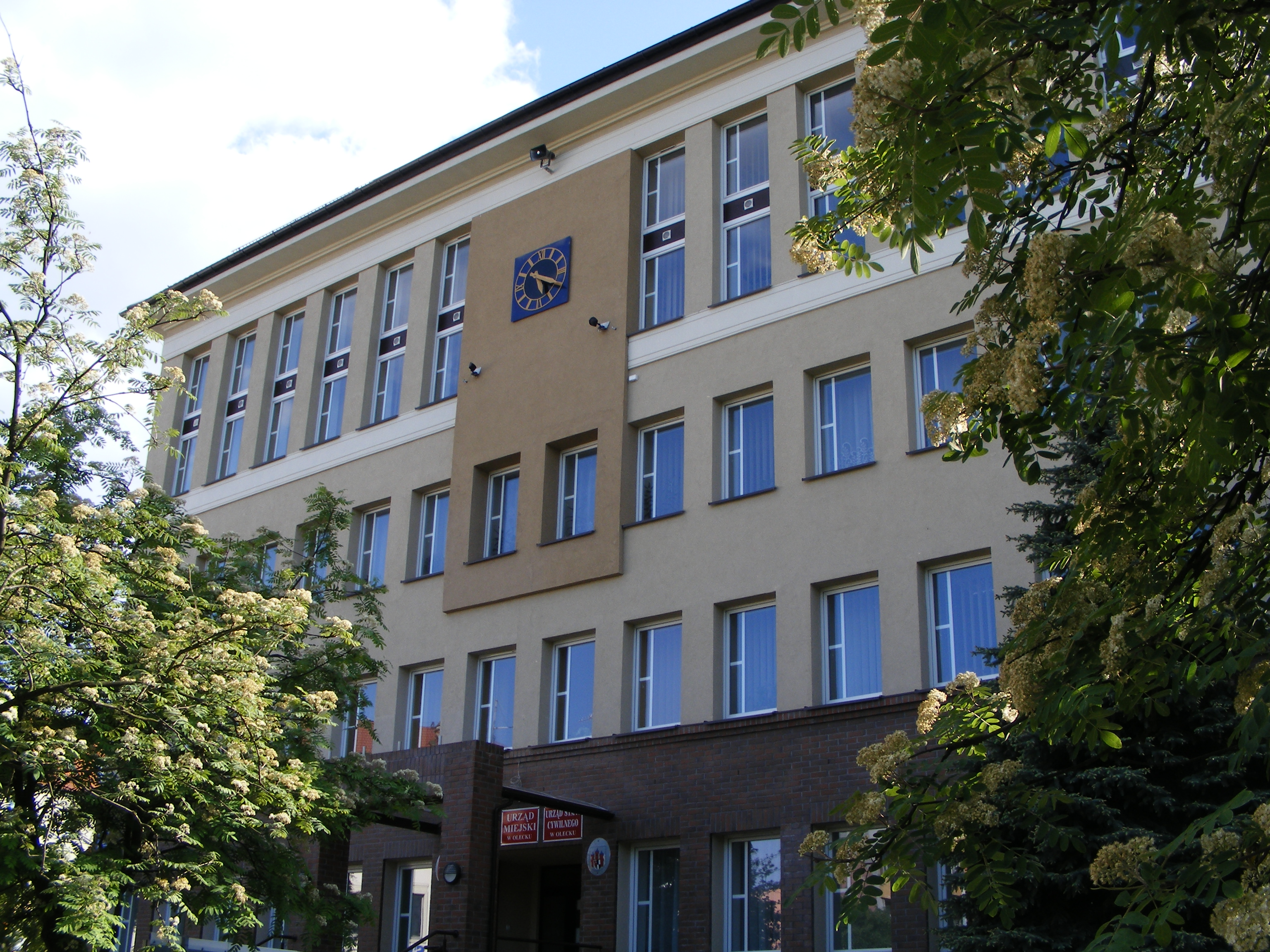
Urząd Miejski

Od uzyskania praw miejskich Olecko znajdowało się pod panowaniem następujących państw:
- 1560–1657 –  Korona Królestwa Polskiego,  Prusy Książęce (lenno, od 1618 w unii personalnej z Brandenburgią)
- 1657–1701 –  Brandenburgia-Prusy
- 1701–1867 –  Królestwo Prus
- 1867–1871 –  Związek Północnoniemiecki,  Królestwo Prus
- 1871–1919 –  Rzesza Niemiecka, / Królestwo Prus
- 1919–1933 –  Rzesza Niemiecka
- 1933–1938 –  [a] Rzesza Niemiecka
- 1938–1945 –  Rzesza Wielkoniemiecka[b]
- 1945–1952 –  Rzeczpospolita Polska
- 1952–1989 –  Polska Rzeczpospolita Ludowa
- od 1989 –  Rzeczpospolita Polska